# 吐鲁番于孜乡
吐鲁番于孜乡，是中华人民共和国新疆维吾尔自治区伊犁哈萨克自治州伊宁县下辖的一个乡镇级行政单位。

## 行政区划
吐鲁番于孜乡下辖以下地区：
上吐鲁番于孜村、中吐鲁番于孜村、下吐鲁番于孜村和克伯克于孜村。